# Влияние пандемии COVID-19 на домашнее насилие
Во время пандемии коронавируса в 2019—2021 годах множество стран сообщили об обострении проблемы насилия в семье и в партнёрских отношениях. Генеральный секретарь ООН Антониу Гутерриш, отмечая «ужасный глобальный всплеск насилия», призвал к «перемирию» («прекращению огня») в домохозяйствах. Европарламент заявил: «мы не оставим женщин Европы один-на-один с проблемой». Упомянутые международные институты призвали усилить поддержку жертв насилия в семье во время пандемии. Традиционно такое насилие рассматривается как гендерно обусловленное и с этой точки зрения чаще его жертвами являются женщины, от 15 % до 40 % жертв составляют мужчины, с точки зрения возрастной обусловленности под наибольшей угрозой находятся люди старшего возраста и дети, отдельной группой риска являются люди с инвалидностью.
Пандемия, финансовая незащищённость, стресс и неуверенность привели к усилению агрессии, как это бывало и раньше: в связи с мировым финансовым кризисом 2007—2009 годов или природными катастрофами, такими как землетрясение в Крайстчерче в 2011 году. Домашнее насилие растёт и по другим причинам, когда семьи проводят больше времени вместе, например, в период рождественских отпусков, поскольку частота и жестокость случаев насилия зависит от возможностей для злоумышленников контролировать своих жертв в повседневной жизни на протяжении длительного времени. Поэтому основной всплеск пандемии связан с мерами правительств известными как локдаун, ограничением контактов и передвижения, направленными на уменьшение распространения инфекции. По словам французской чиновницы Марлен Скиаппи, «локдаун является идеальной почвой для роста семейного насилия».

## Ситуация по странам
Общий обзор проблем в сфере противодействия насилию и прогнозы по влиянию пандемии COVID-19 представлены 27 апреля 2020 года Фондом народонаселения ООН. Эксперты оценили разные факторы, угрожающие реализации четырёх целей их Фонда: планирование семьи и остановку гендерного насилия, женского обрезания и детских браков. К таких факторам относятся нарушения поставок, приостановление или ограничение в работе профилактических и просветительских программ, нагрузка на правительственные системы здравоохранения, образования и правопорядка, эффекты от продолжительной изоляции членов семей, дополнительные стрессы, причинённые также экономическими неурядицами.
В части, касающейся домашнего насилия, эксперты Фонда исходят из прогноза прироста случаев насилия на 20 %. Таким образом, глобально каждый месяц ограничительных мер добавляет около 5 млн случаев к обычной статистике и через полгода локдауна в мире будет зарегистрировано на 31 млн случаев насилия больше, чем за аналогичный период до пандемии. Остановка, ограничение в работе или отсрочка запуска запланированных профилактических программ имеет долговременные последствия.

### Аргентина
Управление по вопросам домашнего насилия при Верховном суде Аргентины отчиталось о снижении количества заявлений о насилии в семье во время карантина с 50 до 5 в день. Один из адвокатов, работающих в нём, объяснил, что эти данные говорят не о числе реальных случаев, а о том, что жертвы в большей степени зависят от своих обидчиков и находятся под их контролем, не имея возможности убежать. В это же время звонки на горячую линию экстренной помощи выросли на 25 %, что подтверждает заявление юриста.

### Австралия
Правительство Австралии заявило, что во время вспышки COVID-19 Google зарегистрировал наибольшее за последние пять лет число поисковых запросов касаемо помощи при домашнем насилии. Полиция Западной Австралии сообщила о росте на 5 % сообщений о насилии в семье в сравнении с предыдущим годом. В отчёте Рабочей группы по гендерным вопросам и Covid-19 отмечается, что из 400 опрошенных работников ответственных служб, около 40 % сообщили об учащении обращений за помощью, а 70 % отметили увеличение сложности случаев, с которыми они работают.

### Бельгия
23 марта 2020 года Фламандская линия помощи (Vlaamse Hulplijn, номер телефона 1712) сообщила об ухудшении ситуации с семейным насилием после того, как 12 марта страна ввела в действие ограничение на передвижение. А 7 апреля — об увеличении на 70 % числа обращений за помощью на третьей неделе карантина в сравнении с первой неделей.

### Великобритания
28 марта полиция Лестершира предупредила о росте насилия в семье, заявив, что его жертвы оказались в длительной изоляции вместе со своими обидчиками. Страх перед болезнью и утратой рабочих мест привёл к жестокому поведению в тех домохозяйствах, где проблемы насилия ранее не существовало. 30 марта боксёр, чемпион мира Билли Джо Сондерс был лишён лицензии Британской комиссией по контролю бокса после распространения видео, которое пропагандировало насилие в семье.
Общественная организация Refuge, которая занимается борьбой с насилием в семье, 6 апреля заявила, что вызовы на их телефонной линии помощи выросли на 25 % с начала ограничений, а количество обращений на веб-сайте — на 150 %. Через несколько дней Refuge сообщили об увеличении числа звонков на 700 % за один лишь день. Кроме того, благотворительная организация Respect сообщила об увеличении на 16,6 % числа звонков по поводу домашнего насилия над мужчинами.

### Венесуэла
Директор феминистской исследовательской организации Ladysmith заявила, что их горячая линия в WhatsApp для женщин-мигрантов в Венесуэле приобрела популярность, при этом много жертв упоминали условия карантина как такие, которые мешают возможности дистанцироваться от насильников.

### Индия
Национальная комиссия по делам женщин Индии сообщила о росте гендерного насилия более чем вдвое во время локдауна в Индии; общее число жалоб от женщин выросло с 116 в первую неделю марта до 257 в последнюю неделю месяца. В период с 23 марта по 16 апреля NCW зарегистрировала 587 жалоб на насилие в семье, что на 45 % больше в сравнении с предшествующими 25 днями. Индийская правозащитница Кавита Кришнан заметила, что если бы индийское правительство предупредило о мерах по ограничению контактов и передвижения, женщины могли попробовать заблаговременно переехать в более безопасные места.
Между 20 и 31 марта на телефон линии доверия Childline India пришло свыше 92000 звонков от детей, с просьбами защиты от жестокого обращения и насилия, рост составил 50 %.

### Ирландия
Полиция Ирландии получила значительный рост числа звонков по поводу жестокого обращения в семьях. Исполнительный директор НКО Безопасная Ирландия Шерон О’Галлоран, а также руководитель благотворительной организации Woman’s Aid (буквально Женская помощь) Сара Бенсон заявили журналистам, что видят тенденцию использования вируса и ограничительных мер для манипулирования жертвами и эскалации насильства. В марте каждый из двадцати одного приюта для женщин был заполнен, некоторых жертв насилия и их детей перевели в съёмное жилье AirBnB, чтобы обеспечить социальное дистанцирование.

### Испания
Линия помощи жертвам домашнего насилия в Испании сообщила о росте числа обращений на 47 % за первые две недели апреля в сравнении с аналогичным периодом 2019 года, в то же время число женщин, которые обращаются в службы поддержки по электронной почте или в социальных сетях, выросла на 700 %. Однако произошло одновременное резкое падение аналогичных обращений в полицию. Чиновники и активисты связывают это с тем, что сейчас потерпевшие в значительно большей степени зависят от своих обидчиков и изолированы от семьи и окружающих, которые могли бы оказать им поддержку.
Адвокат потерпевших от домашнего насилия женщин Мерсе Ордовас заявила, что строгое требование оставаться дома мешает женщинам контактировать с теми, кто мог бы им помочь и дало злоумышленникам уникальную возможность контролировать своих жертв. Адвокат Кармен Валенсуела указала, что сообщение о насилии является сложным процессом, в ходе которого потерпевшие должны выйти из дома до отделения полиции, а на следующий день в суд, рискуя подвергнуться воздействию COVID-19 и оправдываться за нарушение комендантского часа, а ещё сложнее тем, кто имеет детей, и должен выбирать, брать их с собой, или оставить с обидчиком.

### Италия
В Италии наблюдается резкое падение вызовов на линии доверия по поводу насилия в семье. Ещё одна группа поддержки во Франции наблюдала такую же тенденцию к снижению обращений. Это может быть связано с тем, что женщинам сложно обратиться за помощью в условиях изоляции с насильниками. Как сообщает журнал TIME, «вынужденный локдаун […] запер их в ловушке собственных домов вместе с обидчиками, изолированными от людей и ресурсов, которые могли бы им помочь».

### Иордания
Вирусный характер приобрело видеообращение женщины из Иордании, которая задокументировала жестокость, которую терпела от матери и родных братьев и сестёр, прежде чем Иорданский союз женщин помог ей и её сыну переехать из дома в безопасное место.

### Китай
Активист против домашнего насилия из Цзинчжоу, бывший правоохранитель Ван Фей 2 марта 2020 года заявил шанхайскому интернет-изданию Sixth Tone, что число сообщений о домашнем насилии в соседнем полицейском участке выросло втрое в феврале 2020 года в сравнении с февралём 2019 года. «По нашей статистике, 90 % причин насилия связаны с эпидемией COVID-19», — сказал он, ссылаясь на тревожность, экономическую незащищённость и ослабленную сеть поддержки жертв.
В провинции Хубэй в феврале 2020 года сообщения в полицию о домашнем насилии участились более чем втрое в сравнении с предыдущим годом, есть отдельные трагические свидетельства того, как ухудшилась во время пандемии судьба тех, кто страдал от домашнего насилия в течение долгого времени.

### Колумбия
Мэр столичного города Богота сообщил: за первую неделю карантина единственный показатель в статистике преступлений, которого не коснулось уменьшение, это насилие в семье, он вырос на 225 %. В организации Колумбийская обсерватория фемицидов (Colombia’s Femicide Observatory), которая отслеживает убийства женщин, сообщили об увеличении числа соседских сообщений и использования хэштегов #FeminicidioEsPandemia, #ViolenciaDeGenero.

### Нидерланды
Институт гендерного равенства и женской истории Атрия заявил в конце марта, что «в кризисные периоды — как стихийные бедствия, войны и эпидемии, — увеличивается риск гендерного насилия». Сообщалось, что Национальная сеть «Безопасный дом» (нидерл. Landelijk Netwerk Veilig Thuis, LNVT) наблюдает рост числа случаев насилия в Нидерландах. Голландская некоммерческая организация помощи детям Детский телефон (Kindertelefoon) сообщила о пятидесятипроцентном всплеске звонков — большей частью связанных со случаями домашнего и сексуального насилия — во время ограничительных мер во второй половине марта.

### Германия
По состоянию на 2 апреля 2020 года озвучивались оценки по поводу семейного насилия на уровне «Рождества в квадрате», намекая на традиционный пик семейного насилия, который приходится на Рождество, но текущую ситуацию расценивая как гораздо более тяжёлую. На фоне пандемии в Германии была создана горячая линия по поводу насилия над мужчинами (Hilfetelefon Gewalt an Männern, мужчины там являются жертвами 18 % из всех случаев насилия в семьях и партнёрских отношениях); отмечен рост числа случаев семейного насилия на 20 %.

### Новая Зеландия
Новозеландские благотворители сообщили о росте уровня насилия и жестокого обращения в семьях между родственниками и супругами. В Страстную пятницу 10 апреля полиция Новой Зеландии сообщила о 20-процентном всплеске в делах о семейном насилии за первую неделю локдауна (с 29 марта), в сравнении с предыдущими тремя неделями.

### Пакистан
Специалисты сферы охраны психического здоровья в Пакистане сообщили, что в их стране во время локдауна также участились случаи домашнего насилия. Пакистанское Министерство по правам человека создало Национальную линию доверия по поводу домашнего насилия. Местная правозащитница сообщила об обострении суицидальных тенденций у жертв насилия. Национальное ведомство борьбы с катастрофами в Пакистане создало специализированный подотдел по правам ребёнка и гендеру (Gender and Child Cell) для решения проблемы домашнего насилия.

### Российская Федерация
Отслеживание количества случаев домашнего насилия и оказания помощи пострадавшим от него, стало тяжёлым из-за декриминализации домашнего насилия (с 2017 года). Однако, как сообщает агентство РБК, в период с третьей декады марта по вторую декаду апреля 2020 года число звонков на горячую линию по домашнему насилию возросло, как минимум, на четверть.
По сообщениям ряда СМИ, в начале апреля 2020 года сложились условия, когда стало труднее получить помощь, так как многие кризисные центры оказались закрыты на карантин, а сотрудники полиции сосредоточились на поддержании домашней изоляции.
В то же время Министерство внутренних дел информацию о росте числа случаев домашнего насилия в России не подтвердило. В частности, по информации МВД, в апреле 2020 года число случаев умышленного причинения тяжкого вреда здоровью в сфере семейно-бытовых отношений снизилось по сравнению с апрелем предыдущего года на 14,6 %.

### США
Сообщая о насилии на Национальной горячей линии по вопросам домашнего насилия, 951 абонент между 10 и 24 марта упомянул COVID-19. Из отдельных сообщений вытекает, что некоторые преступники используют вирус как повод изолировать своих жертв.
Из 22 правоохранительных органов, опрошенных NBC News на начало апреля 2020 года, 18 агентств заявили, что наблюдали рост сообщений о насилии за предыдущий месяц. В Хьюстоне рост составил 20 %, полиция Шарлотта (округ Мекленбург) сообщила о росте на 18 %, а полиция Финикса — на 6 %. В некоторых местах, таких как Нью-Йорк, наблюдается уменьшение числа зарегистрированных инцидентов, хотя полиция считает, что жертвы просто не имеют возможности о них сообщить. 11 апреля 2020 года губернатор штата Джорджия Брайан Кэмп, ссылаясь на отчёт больницы в Атланте, отметил, что «число случаев насилия в семье выросло на 15 %»; местные СМИ, больницы, полиция и правозащитники не смогли проверить это, но заявили, что цифра является реалистичной, отвечает сведениям, которые они получали, и оценкам рисков домашнего насилия, которые выросли после введения локдауна.

### Тунис
Министр по делам женщин Туниса Асма Шири заявила о росте в 5 раз числа случаев насилия в семье в период пандемии коронавируса.

### Турция
Активисты в Турции сообщили, что убийство женщин резко возросло после первого приказа о пребывании дома 11 марта, во второй половине месяца погибли как минимум 12 женщин. Глава Турецкой федерации женских ассоциаций повторил эти данные, заявив, что на экстренных «горячих линиях» наблюдается наплыв абонентов, участились обращения о физическом и психологическом насилии.

### Украина
Ситуация на Украине не отличается от мировых тенденций: напряжение в семьях, а с ней и количество случаев насилия растет, в то же время сужаются возможности самопомощи, сообщения и реагирования на такие случаи. Особенностями «коронакризиса» на Украине является обвальный рост безработицы, а также причинённые правительственными решениями проблемы: в оказании психиатрической помощи, с выездом трудовых мигрантов, с массовым возвращением детей из интернатов без надлежащей работы с семьями. На законодательном уровне проблемой является то, что Украина до сих пор не присоединилась к Стамбульской конвенции о предотвращении домашнего насилия и не внедрила заложенные в этом документе принципы, стратегии и лучшие практики. Есть отдельные сигналы об ограничении в реагировании со стороны полиции и других служб и в выполнении предписаний насильникам.
О статистике домашнего насилия в период пандемии COVID-19 позволяют судить следующие данные. В Ивано-Франковской области 17 апреля сообщили о 692 протоколах, составленных полицией по поводу семейного насилия с начала года, из них 238 за период с 17 марта по 16 апреля, то есть в период карантина прирост составил треть от числа за предыдущий период (в среднем от 6 до 7,9 в день). Ла Страда — Украина сообщила об увеличении числа обращений на горячую линию для жертв насилия во время карантина с 1270 до 2050 звонков в месяц. Схожие данные привели представители Фонда народонаселения ООН в Украине, которые дают приют жертвам семейного насилия: за время карантина они получили на 37 % больше обращений. Также сообщается о наполненности немногих существующих приютов для жертв насилия. Показатели, связанные с семейным насилием росли в предыдущие годы, например, в 2019 году зафиксировано 800 фемицидов по сравнению с 600-ми годом ранее (впрочем, есть обоснованные сомнения относительно качества данных в этой теме).
В то же время 10 апреля 2020 года представительница МВД Катерина Павличенко сообщила, что её ведомство не заметило прироста в случаях семейного насилия, допустив, что причиной являются ограниченные возможности сообщения о таких случаях.

### Франция
Министр внутренних дел Франции Кристоф Кастанер 26 марта 2020 года сообщил, что после введения ограничительных мер в Париже на 36 % выросло вмешательство полиции в семейные конфликты. В первую неделю локдауна в сельских и пригородных районах Франции наблюдался рост числа случаев семейного насилия на 32 %. В качестве ответа Министерство внутренних дел дало возможность женщинам-жертвам обращаться за помощью в аптеки, и поручило полиции активнее реагировать на сообщения.

## Противодействие насилию
Реагируя на проблему, на призывы международных организаций и лидеров мнений, правительства и общественные организации развили новые способы реагирования на проблему домашнего насилия в условиях ограничений, введённых во время пандемии коронавируса. Общим трендом является развитие интернет-сервисов для сообщения о случаях и для предоставления дистанционных консультаций и поддержки тем, кого коснулась проблема.

### Действия правительств
Италия запустила приложение, которое позволяет обращаться за помощью без необходимости звонить.
Французское правительство начало инициативу помощи жертвам с помощью новых «горячих линий» и веб-сайта. Также Франция, изучив опыт подобной программы, внедрённой на Канарских островах и в других провинциях Испании, ввела практику сообщения о случаях насилия в аптеках с использованием кодовых слов. Эта практика, использованная впервые на Канарах, известная теперь как «Маска-19» (по-испански: Mascarilla-19, кодовое слово, означающее, что лицо срочно требует помощи через насилие в семье).
Западная Австралия создала специальную рабочую группу для противодействия насилию в семье, наладив межведомственное взаимодействие, которая позволила судам и органам правопорядка усилить наблюдение за правонарушителями, также введены жёсткие штрафные санкции.
В ответ на тревожные отчёты об обострении ситуации, 29 марта 2020 года министр внутренних дел Великобритании Прити Пател заявила, что жертвам насилия в семье разрешается оставлять свои дома и искать защиты в приютах, а Национальная линия по вопросам бытового насилия продолжает свою работу. Дополнительные 1,6 миллиарда фунтов были выделены местным советам «для помощи тем, кто её потребует».
В апреле полиция Ирландии начала операцию «Фаоисим» (Faoisimh), проактивную инициативу обеспечения поддержки и защиты жертв насилия. Отдельно Министерство юстиции объявило, что выделяет 160 000 евро гражданам и добровольным группам на поддержку их работы и создало серию рекламных материалов на телевидении, радио и в социальных сетях, чтобы донести информацию до жертв.
10 апреля 2020 года правительство Шотландии обновило восстановило предыдущую информационную кампанию против домашнего насилия. Министр юстиции Гумза Юсаф подчеркнул, что жертвы могут обращаться в полицию и службы поддержки круглосуточно, даже во время кризиса, и им не нужно ждать завершения пандемии. Правительственная реклама, опубликованная в тот же день, поощряет шотландцев: «Не затягивайте с поиском помощи».
В Индии Национальная комиссия по вопросам женщин перезапустила номер WhatsApp на время ограничительных мер. Это позволяет женщинам, которые пострадали от насилия в семье, обратиться в ответственные службы за помощью, сообщив онлайн. Одно из каждых шести новых обращений было сделано через этот номер WhatsApp. Полиция Одиши развернула превентивные меры на основе предупреждающих сообщений о домашнем насилии. В Пуне виновные в насилии в семье подлежат изоляции отдельно от жертв. Три индийские ведомства, работающие для благополучия женщин, объявили планы по борьбе против насилия в семьях, подобные кампании ООН Ring the bell.
В Бельгии правительство Фландрии 7 апреля объявило об увеличении средств на фламандскую горячую линию «для усиления её потенциала во время этого кризиса и привлечения жертв, свидетелей насилия искать помощи». Также 280000 евро потратили на дополнительный персонал для групп реагирования против насилия в семье в пяти провинциях Фландрии.
Франция инвестировала миллион евро в создание 20 новых центров помощи по всей стране.
Для размещения жертв насилия в отелях выделила средства местная власть штата Пенсильвания, США.